# Heilig-Grab-Kapelle (Rommelsried)

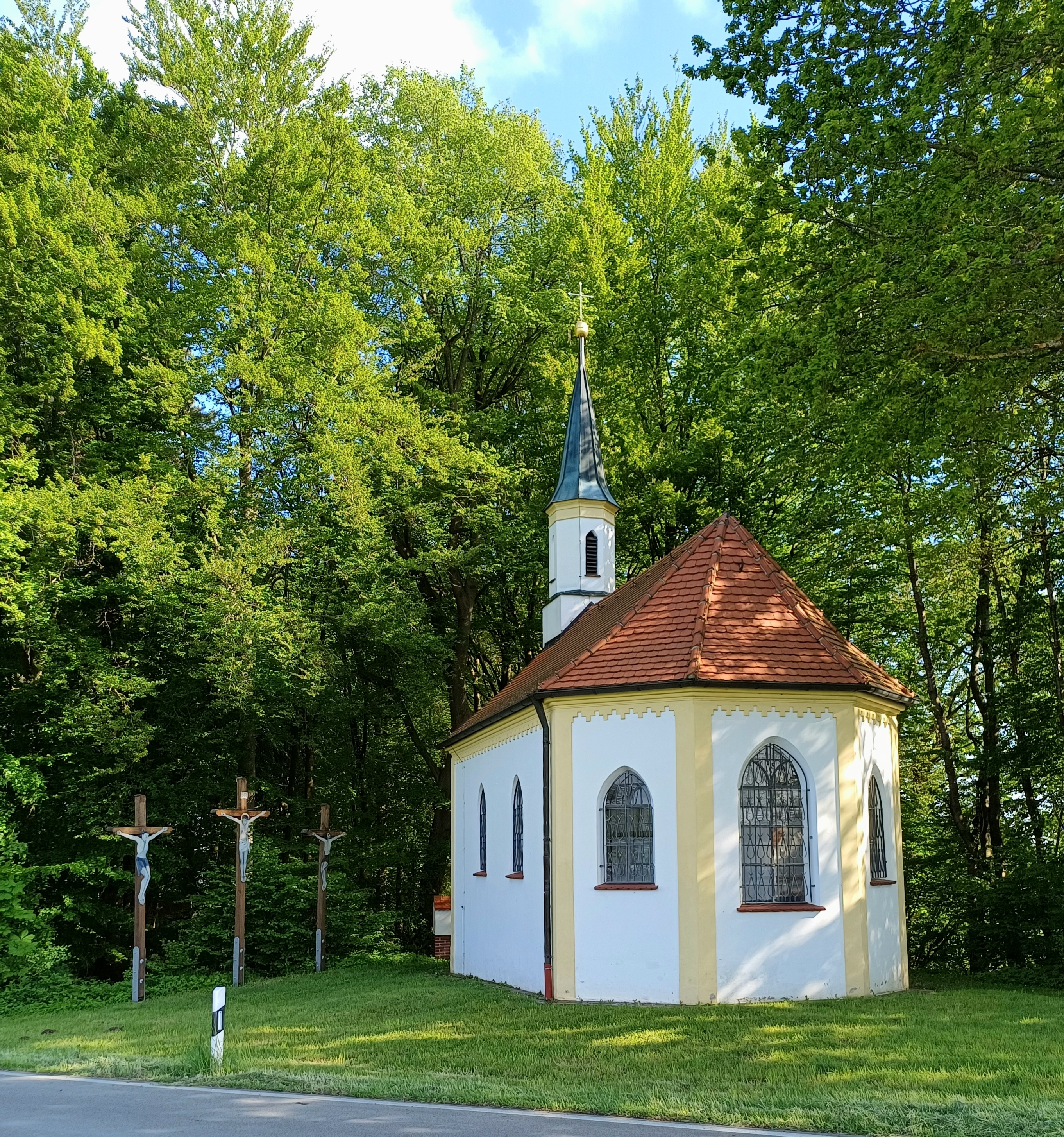
Heilig-Grab-Kapelle bei Rommelsried

Die Heilig-Grab-Kapelle steht südlich von Rommelsried, einem Gemeindeteil von Kutzenhausen im schwäbischen Landkreis Augsburg von Bayern. Das Bauwerk ist in der Liste der Baudenkmäler in Kutzenhausen als Baudenkmal unter der Nr. D-7-72-167-16 eingetragen.

## Beschreibung
Die neugotische Kapelle wurde 1868 gebaut. Sie besteht aus einem Langhaus mit Lisenen an den Ecken, das dreiseitig im Süden geschlossen ist. Unter der Dachtraufe befindet sich ein Fries. Über der Fassade im Norden erhebt sich ein quadratischer Dachreiter, dessen achteckiges Obergeschoss den Glockenstuhl beherbergt, und der mit einem spitzen Helm bedeckt ist. Ein in Olmütz gefertigter Altar, der mit Glasperlen geschmückt ist, wurde 1871 aufgestellt.